# Francofolies de Spa
Les Francofolies de Spa sont un festival de musique qui se tient dans la ville de Spa en Belgique, depuis 1994, inspiré par les Francofolies de La Rochelle en France. Il a pris la suite du Festival international de la Chanson française, qui se tenait dans la même ville.

## Historique
Le festival a grandi au fil des ans et attire désormais chaque année près de 150 000 festivaliers et dure 4 jours.
Les Francofolies de Spa sont aujourd'hui un des plus grands festivals musicaux de Belgique.
Parmi les artistes qui s'y sont produits : Stromae, Renaud, Indochine, Angèle, Eddy Mitchell, Johnny Hallyday, Francis Cabrel, Jenifer, Benjamin Biolay Clara Luciani, Salvatore Adamo, Bénabar, Olivia Ruiz, Henri Salvador, Nolwenn Leroy, Vanessa Paradis, Jacques Dutronc, Michel Fugain, Calogero, Jean-Louis Aubert, Alain Souchon, Cœur de pirate, Martin Solveig, Cali, Patrick Bruel, Julien Doré, Jeff Bodart, Louise Attaque, Hooverphonic, Girls in Hawaii, Zazie, Maurane, BJ Scott, Bernard Lavilliers, Machiavel, Grand Corps Malade, David Guetta, Lost Frequencies, Gad Elmaleh, Frero Delavega, Brigitte, Typh Barrow, Alain Bashung, Laurent Voulzy, etc.

## Description
Le festival est aussi une occasion, pour les jeunes artistes, de se faire connaître : près de la moitié de la programmation est consacrée aux artistes belges.
Les Francofolies proposent quatre scènes principales et plusieurs scènes annexes (concerts gratuits) : 
- Village Francofou (scène Proximus, scène Sabam, scène de la fontaine)
- Place Royale (Scène Pierre Rapsat)
- Centre-ville (Scène découvertes, bars en folie, etc.)
- Centre culturel (petit théâtre)

Les Francofolies de Spa sont aussi le premier festival à consacrer une partie de leur programme aux enfants avec les Francos Juniors.

## Éditions

### Années 2010

#### 2012

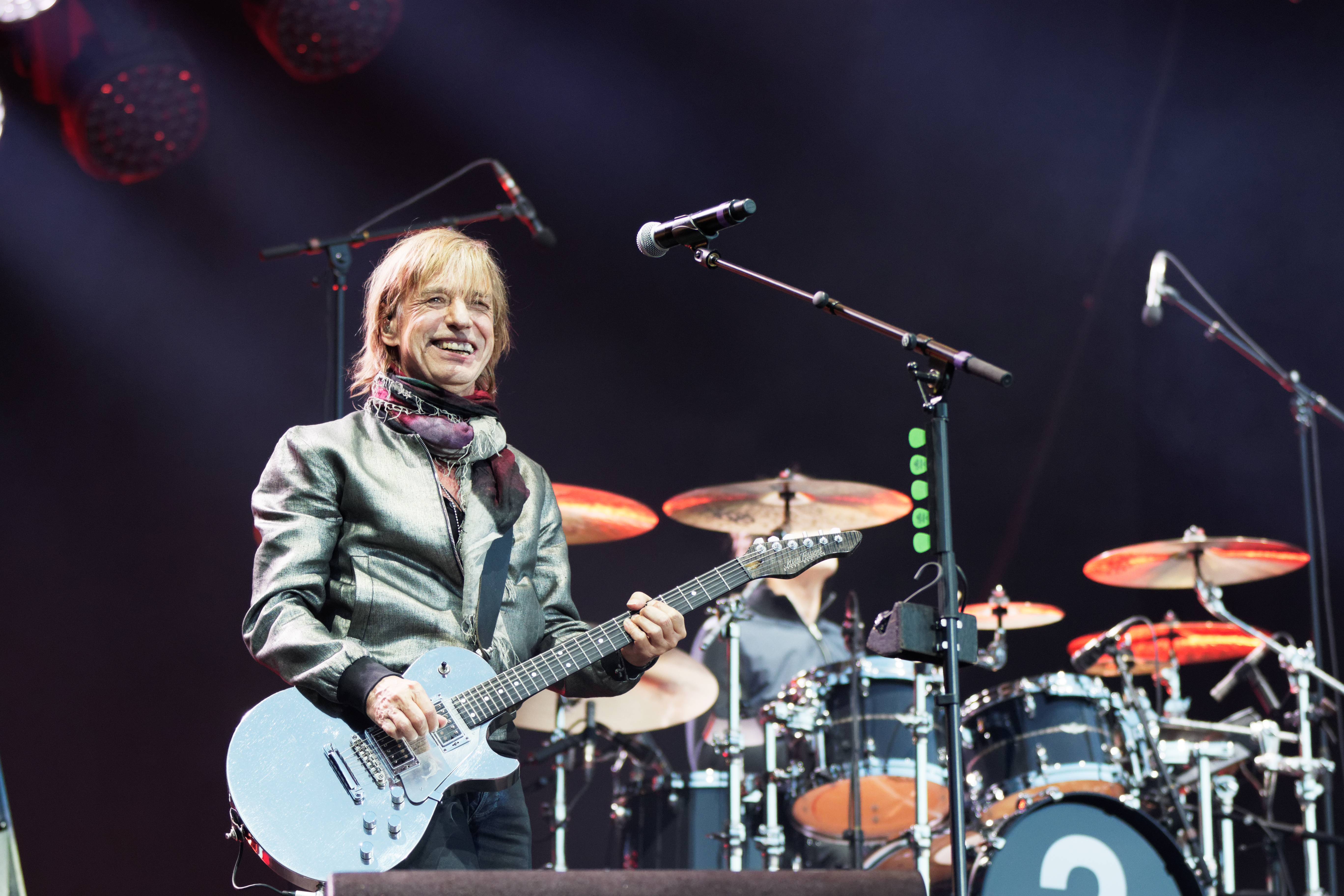
Jean-Louis Aubert sur scène (hors Francofolies).

L'édition 2012 a rassemblé 160 000 spectateurs durant les cinq jours du festival. Du 18 au 22 juillet 2012, les organisateurs ont proposé 230 concerts sur quinze scènes différentes, dont quatre soirées sur la place de l'Hôtel de ville. Pour les 10 ans de la disparition de Pierre Rapsat, les artistes étaient invités à chanter l'un de ses chansons.
Sur la scène Pierre Rapsat, Nolwenn Leroy et Thomas Dutronc étaient les vedettes du premier soir, le 19 juillet, mais les regards se portaient surtout sur Hugh Laurie, interprète du Dr House reprenant des classiques de blues. Kiss and Drive ouvrait la soirée. La deuxième soirée accueillait exceptionnellement des artistes chantant en anglais : les Belges de Joshua, le Britannique Charlie Winston et la Belge Selah Sue. Laurent Voulzy est la vedette de la troisième soirée. Il est précédé de Christophe Willem et de Sarah Carlier. Jean-Louis Aubert a conclu le festival, précédé par Bénabar et par une fête à Machiavel.  
Les scènes du village francofou ont vu les concerts, entre autres de Julien Doré, Shaka Ponk, Amadou et Mariam, La Grande Sophie, Ours, L, Mickaël Miro, Rover, Pony Pony Run Run, Florian Delavega et jérémy Frérot, Jean-Louis Murat, Catherine Ringer, Emily Loizeau ou encore Rachida Brakni.
La scène du Casino a notamment accueilli Maurane et William Sheller.

#### 2013

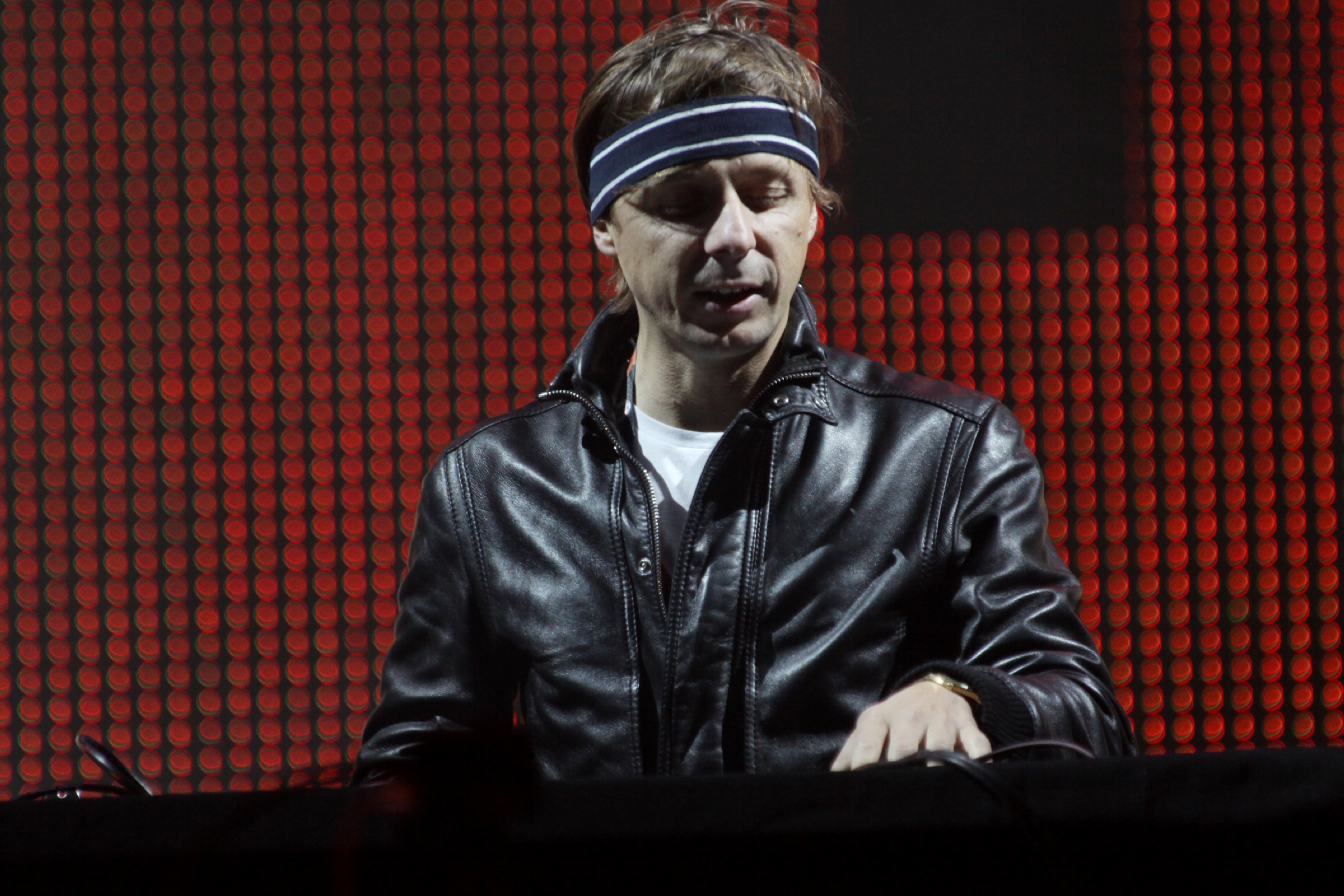
Martin Solveig sur scène (hors Francofolies).

Pour sa 20e édition, le festival spadois s'est déroulé sur cinq jours, du 17 au 21 juillet 2013. En tout, 181 concerts ont rassemblé quelque 180 000 festivaliers. Le nombre de spectacles est en baisse mais les organisateurs ont programmé davantage de « grands noms » au village francofou.
Martin Solveig fut la première star sur la scène principale de la Place de l'Hôtel de ville, le 18 juillet. Il était précédé de Damien Saez, Ozark Henry et Black Box Revelation. Le lendemain, place à un imitateur, Michaël Gregorio. Il est précédé par deux vétérans de la chanson française : Serge Lama et Julien Clerc. La soirée avait commencé avec Renato. Pascal Obispo est la vedette de la troisième soirée, précédé de Quentin Mosimann et Acta. Enfin, le 21 juillet, jour de la fête nationale belge, la soirée est à 100 % belge avec Malibu Stacy, Les Gauff', Suarez et le Grand Jojo. 
La programmation du village francofou reprend des artistes tels que JoeyStarr, Orelsan, Olivia Ruiz, Daan, Tal, Benjamin Biolay, Cali, Lou Doillon, Saule, Raphael, Jenifer, Daran, Axel Bauer ou encore Stephan Eicher.

#### 2014

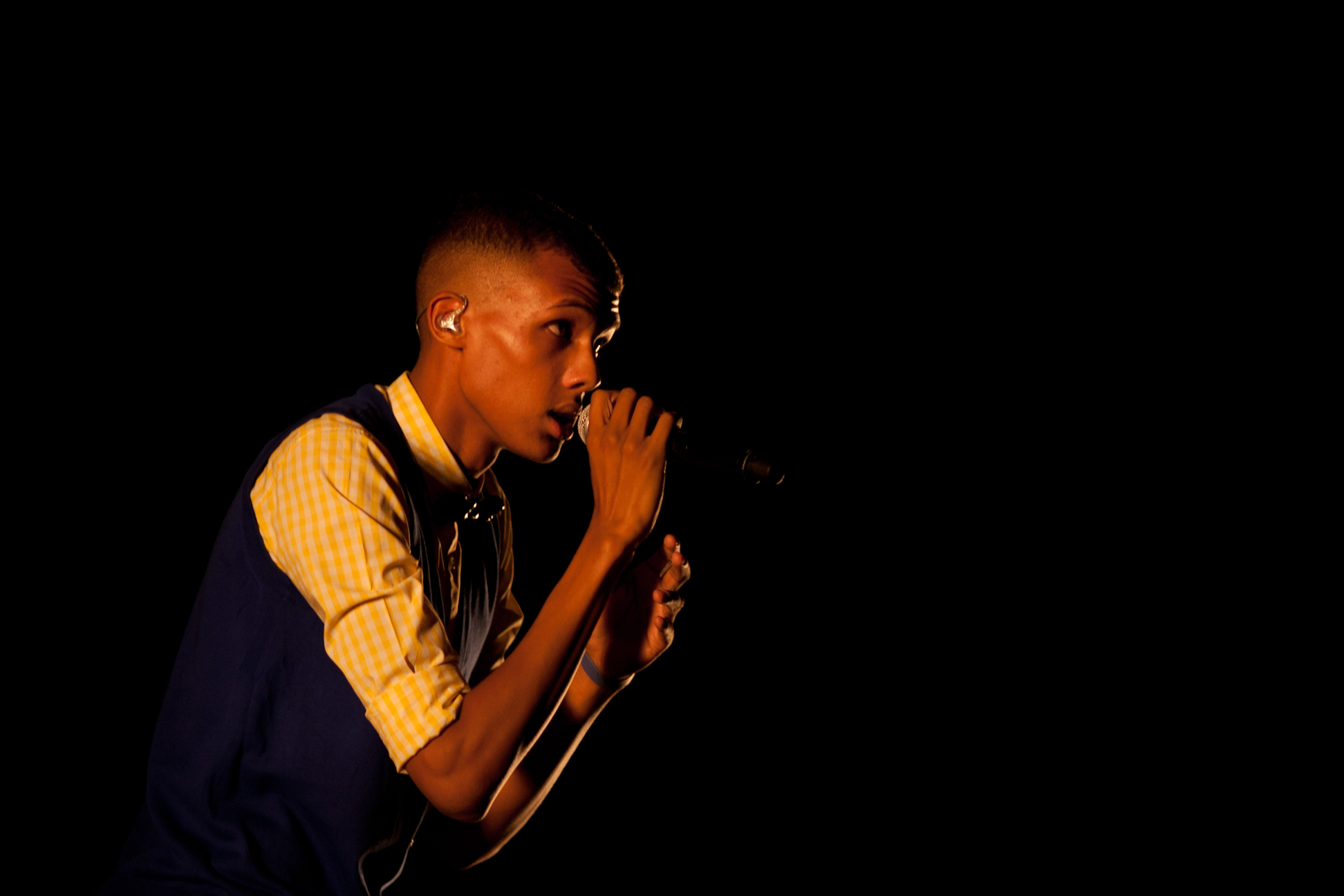
Stromae sur scène (hors Francofolies).

Pour leurs 20 ans d'existence, les Francofolies de Spa se sont déroulées sur six jours, 16 au 21 juillet 2014, et ont accueilli 112 artistes, dont la star belge du moment : Stromae. Au total, 170 000 amateurs de musique se sont déplacés dans la station thermale. Un chiffre en légère baisse due à une soirée de moins sur la Place de l'Hôtel de Ville. 
Le festival s'est ouvert exceptionnellement sur la Place de l'Hôtel de ville, le 16 juillet, avec les concerts de Gabriel Ríos et surtout de Stromae, dont les tickets se sont vendus en moins de 36 heures. Deux jours après, c'est au tour de -M-, Hooverphonic et Julien Doré d'investir la scène Pierre Rapsat. Patrick Bruel est la star de la troisième et dernière soirée sur la scène principale, le 19 juillet, précédé de Noa Moon et de la harpiste M'Michèle. 
Soixante-cinq concerts sont organisés au village francofou. Bernard Lavilliers, Renan Luce, BB Brunes, Gaëtan Roussel, Emmanuel Moire, Grand Corps Malade, Disiz, Joyce Jonathan, Sttellla, Suarez ou encore B.J. Scott se sont succédé sur les trois scènes.

#### 2015

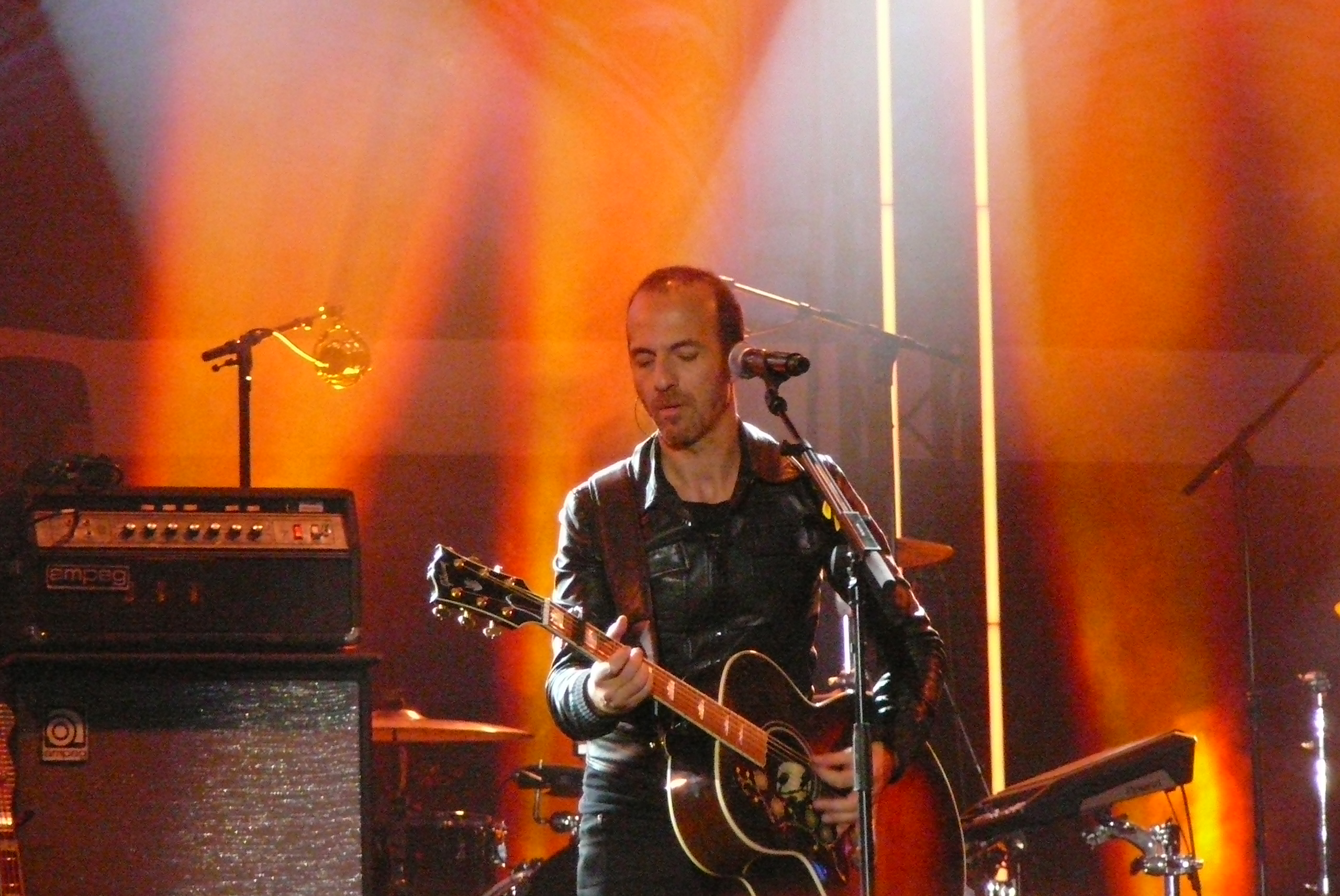
Calogero sur scène (hors Francofolies).

Réduite à quatre jours, la 22e édition des Francofolies de Spa s'est déroulée du 17 au 20 juillet 2015. Elles ont rassemblé 170 000 festivaliers. Elles sont marquées par une nouveauté : la présence d'un humoriste en tête d'affiche. 
Trois soirées ont été organisées sur la Place de l'Hôtel de Ville. La première, le 18 juillet, accueillait Florent Pagny en invité principal, précédé d'une fête à B.J. Scott et de Typh Barrow. Pour la deuxième soirée, les organisateurs ont pour la première fois fait appel à un humoriste : Gad Elmaleh. La soirée ne fut cependant pas uniquement consacrée à l'humour : Old Jazzy Beat Mastazz ont fait sa première partie. Calogero était la vedette de la dernière soirée sur la scène Pierre Rapsat, le 20. Il était précédé d'une fête à Hugo et d'Antoine Chance.  
Les quatre scènes du Village francofou ont vu défiler, entre autres, Cali, Arno, Cats on Trees, Quentin Mosimann, Kid Noize, Vianney, Daan, Henri PFR et Alice on the Roof.

#### 2016

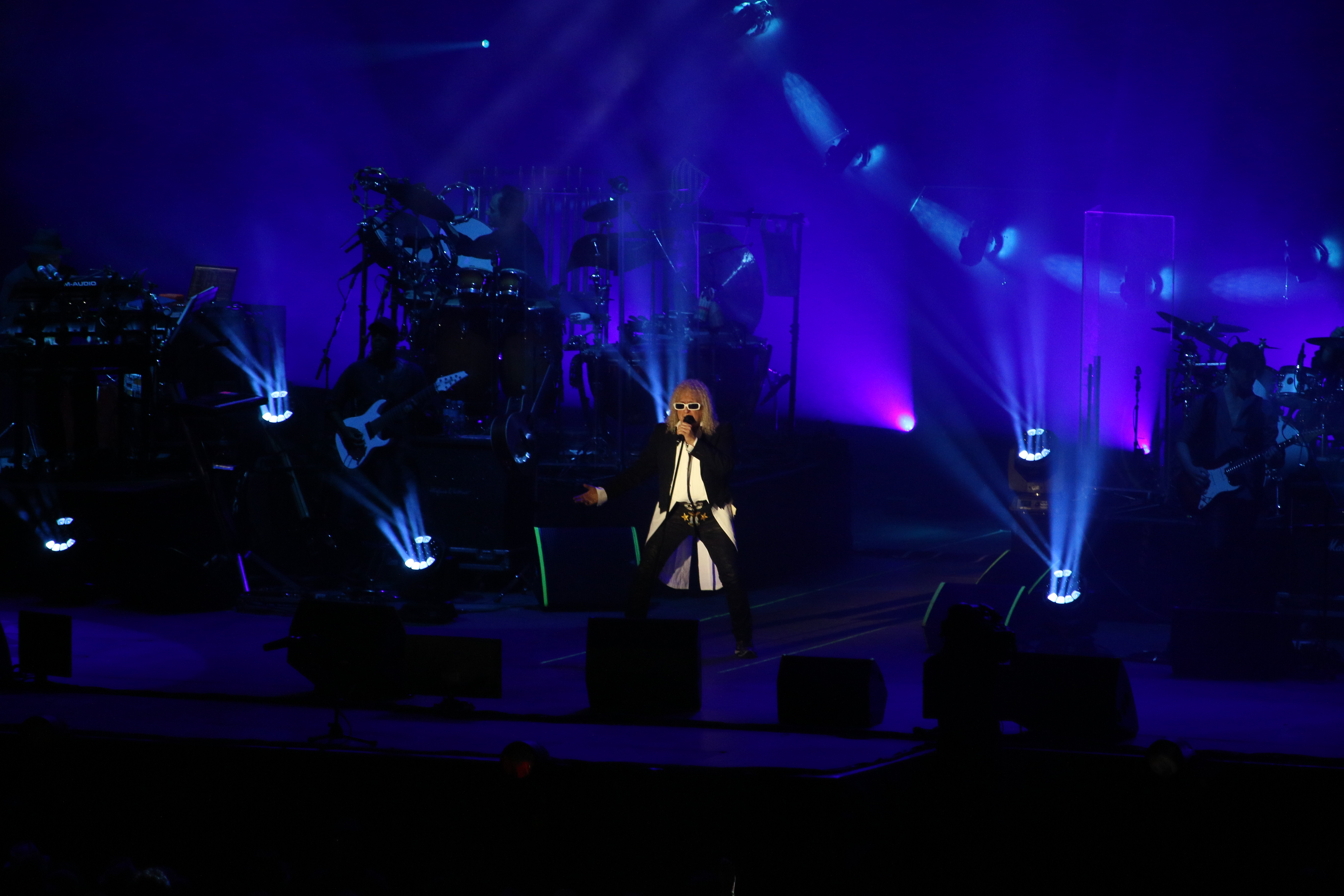
Michel Polnareff sur scène (hors Francofolies).

Organisé sur cinq jours, du 19 au 23 juillet 2016, le festival a rassemblé 180 000 spectateurs à Spa pour applaudir les 126 artistes programmés. L'édition est marquée par une sécurité renforcée en raison des menaces terroristes mais aussi par un réaménagement du village francofou. 
Sur la Place de l'Hôtel de Ville, Michel Polnareff était la vedette de la soirée du 19 juillet, pour son retour sur scène après 9 ans d'absence. Il était précédé d'un concert de Machiavel accompagné par les cordes de l'Orchestre royal de chambre de Wallonie. Pascal Obispo s'y produit, le lendemain, avec un orchestre symphonique. Il est précédé par Sirius Plan et GrandGeorge. Pour la première fois à Spa, Kendji Girac a présenté son spectacle le 21 juillet, précédé par Jali. Enfin, trois chanteuses se sont partagé la scène Pierre Rapsat, le 22 juillet : Romy Conzen, Louane et Zazie.
Les trois scènes du village francofou ont accueilli, entre autres, les concerts de Cœur de pirate, Boulevard des airs, Doc Gyneco, Hollywood Porn Stars, Ghinzu, Alice on the Roof, Henri PFR, Suarez ou Puggy.

#### 2017

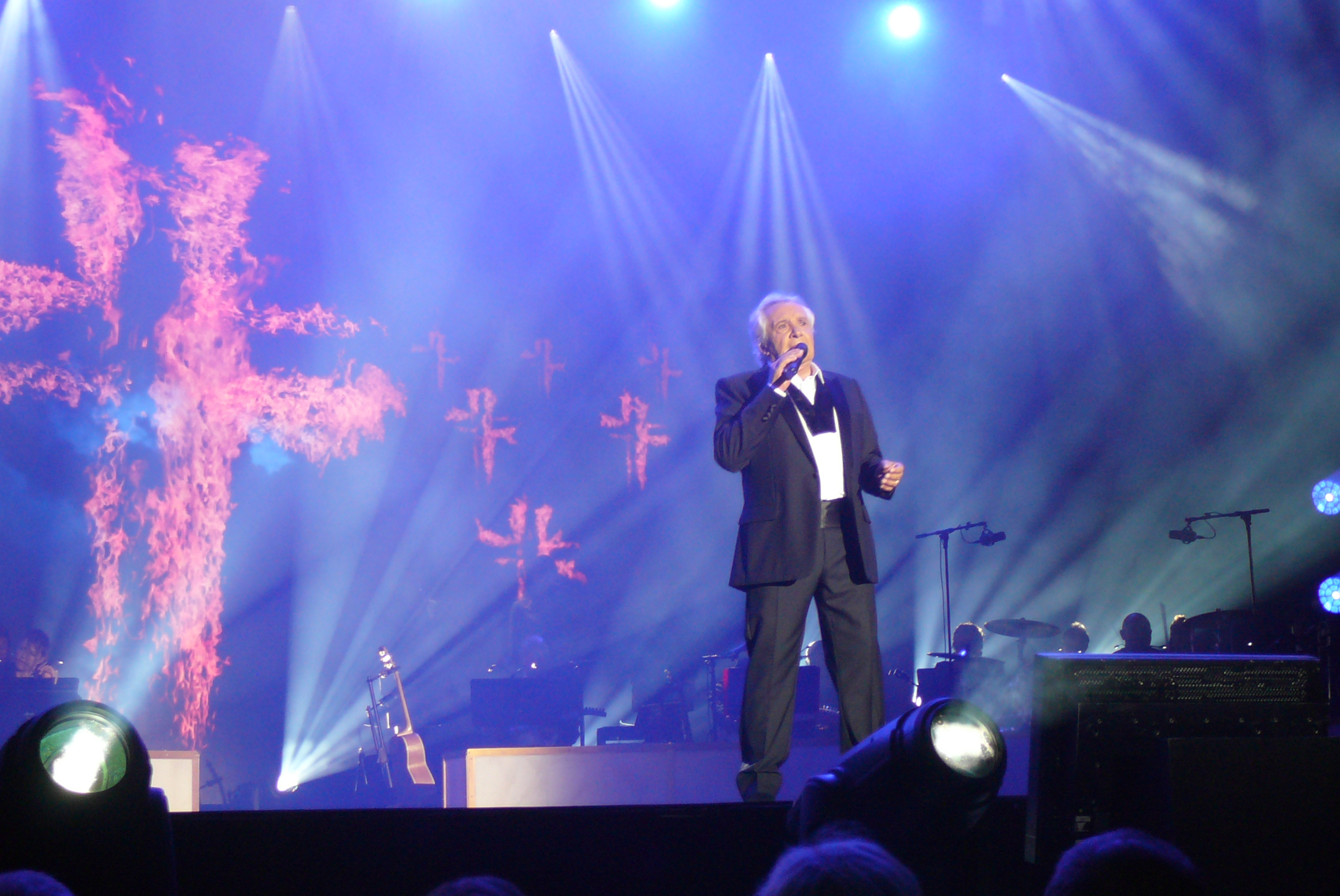
Michel Sardou chante L'An mil sur la scène Pierre Rapsat.

La 24e édition des Francofolies s'est déroulée sur quatre jours, du 20 au 23 juillet 2017, soit un jour de moins que l'édition précédente. Les 90 concerts programmés ont rassemblé 140 000 festivaliers. 
La scène Pierre Rapsat a accueilli Michel Sardou, le 20 juillet, pour son ultime tournée et pour la première fois à Spa. Il était précédé par Alexandre Désilets. Le lendemain, Renaud est la tête d'affiche, précédé d'un hommage à Pierre Rapsat pour le 15e anniversaire de sa disparition par la chorale Solaris et par Gauvain Sers. Le 22 juillet, place au Belge Loïc Nottet pour son premier spectacle. Il était précédé par Baloji et le trio Ulysse.
Du côté du village francofou, les festivaliers ont pu applaudir, entre autres, Gérald de Palmas, Patricia Kaas, Cali, Bigflo & Oli, Kid Noize, Claudio Capéo, The Avener ou encore Saule.

#### 2018
Dès décembre 2017, les Francofolies de Spa annoncent un changement important pour l'édition à venir. Désormais, il n'y aura plus qu'un seul site, sur la Place royale. Les premiers artistes sont annoncés : Calogero, Francis Cabrel, Christophe Willem, Suarez, Ozark Henry ou encore Girls in Hawaii.
2019

### Années 2020

#### 2020
L'édition 2020 des Francofolies est annulée en raison de la pandémie de Covid-19.

#### 2021
L'édition 2021 des Francofolies tout comme en 2020 est annulée en raison de la pandémie de Covid-19. Dans ce contexte particulier, le festival crée un nouveau rendez-vous au travers des Belgofolies, une série de soirées de concerts dans la grande salle des fêtes du Centre culturel de Spa, faisant la part belle aux artistes belges . 

#### 2022
Après 2 éditions annulées en raison de la pandémie de Covid-19, les Francofolies retrouvent leur public avec 125 000 festivaliers sur le site unique du Parc de 7 heures et de la Place Royale, en offrant une large part de la programmation aux artistes belges, avec notamment Typh Barrow, Pierre de Maere, Mustii et un hommage à Pierre Rapsat, mais aussi Calogero, MC Solaar, Vianney, Grand Corps Malade, Clara Luciani, Vitaa | Slimane et Feu! Chatterton.

#### 2023
Sous la direction de Yoann Frédéric, qui succède à Jean Steffens et Charles Gardier en octobre 2022,  Avec 135 000 festivaliers Les Francofolies de Spa annoncent une programmation qui accueillera notamment Soprano, Florent Pagny, Juliette Armanet, Bigflo & Oli, Mika, Loïc Nottet, Roméo Elvis, Pomme, Kendji Girac, Christophe Willem, Marc Lavoine, Mentissa, Pierre de Maere, Deluxe et Suzane. Le retour des animations en vile, avec une scène gratuite et des bars en folie est également confirmé. 

#### 2025
Le festival est secoué par l'action d'un collectif d'artistes - Colt, Lovelace, Nicou, Lauravioli, Isaac, Libra Romea, CHOSE, SMR, Nkey et Mado- qui indique dans un texte commun : « En tant qu'artistes programmés aux Francofolies de Spa, nous nous désolidarisons fermement de la décision de programmer Amir ». Le collectif d'artistes pointe les positions politiques suivantes du chanteur Amir : « la participation à un événement dans la colonie illégale d'Hébron (...) sa présence à une soirée de soutien aux soldats de Tsahal, organisée par un politicien nationaliste d'extrême droite. Les artistes dénoncent également "son absence de prise de position critique face aux crimes commis par le gouvernement israélien, tout en ayant publiquement exprimé son soutien à celui-ci. ». Le 15 juillet, la chanteuse Yoa annule sa participation au Francofolies et explique cette décision comme suit : « Mes convictions sociales, politiques et humanistes vont à l’encontre du fait de partager la scène avec un artiste qui ne reconnaît pas le génocide en cours en Palestine, et ayant participé à des événements organisés en soutien à l’armée israélienne. (...) je remercie les personnes qui m’ont écrit pour m’informer de la situation. ».